# Kelawat
Kelawat is een bestuurslaag in het regentschap Indragiri Hulu van de provincie Riau, Indonesië. Kelawat telt 1429 inwoners (volkstelling 2010).